# Domingo Tejera
Domingo Tejera (ur. 22 lipca 1899 w Montevideo, zm. 30 czerwca 1969) – urugwajski piłkarz, obrońca. Mistrz świata z roku 1930.
W reprezentacji w latach 1922–1930 rozegrał 20 spotkań. Podczas MŚ 30 zagrał w pierwszym meczu Urugwaju, w następnych zastąpił go Ernesto Mascheroni. Ten jeden, ostatni w kadrze, występ dał mu tytuł mistrza świata. Był wówczas piłkarzem Montevideo Wanderers. Wcześniej, w 1928, znajdował się w kadrze na igrzyska w Amsterdamie, podczas których Urugwaj zdobył złoty medal. Brał udział w kilku turniejach Copa América.